# Xã Jackson, Quận Luzerne, Pennsylvania
Xã Jackson (tiếng Anh: Jackson Township) là một xã thuộc quận Luzerne, tiểu bang Pennsylvania, Hoa Kỳ. Năm 2010, dân số của xã này là 4.646 người.